# Berthe Nyssens
Berthe Zoe Sophie Deseck (1891 - 1981) was een Belgische schrijfster over muziek, die van 1966 tot 1972 en van 1974 tot 1978 secretaris-generaal van de Belgische Theosofische Vereniging was.
In 1935 huwde ze met Ernest Nyssens, een doctor in de geneeskunde, homeopaat en bisschop der Vrij-Katholieke Kerk.
Zij was stichtend lid van de theosofische leefgemeenschap Monada die in Ukkel bestond van 1921 tot 1939.

## Publicaties
- Le Mystère du Son (Synthèses - s.d.)
- Essai D'une Philosophie de la Musique: Le Yoga Du Son-Editions (Être Libre, Brussel - 1974)
- Une Philosophie de la Musique, Elements Occultes de l'Univers Sonore, Le Yoga Du Son (Le Courrier du Livre, Parijs - 1978)